# 검은왈라루
검은왈라루 또는 버나드왈라루(Macropus bernardus)는 캥거루과에 속하는 캥거루속 유대류의 일종이다. 남앨리게이터 강과 나발렉 사이의 노던 준주 아넴 랜드의 작은 산악 지역에 제한적으로 분포한다. 거의 제한적인 분포때문에 준위협종으로 분류하고 있다. 분포 지역 안에서 가장 큰 부분은 카카두 국립공원의 보호 지역이다. 검은왈라루는 왈라루 중에서 가장 작을 뿐만 아니라 가장 독특한 종이다. 수컷은 완전히 검거나 진한 갈색을 띠는 반면에 암컷은 중간 정도의 회색을 띠어, 암수가 성적이형성을 보인다. 덜 알려져 있지만, 부끄럼을 타는 야행성 초식동물로 무리를 지어 생활하지는 않는다. 은신처로 삼거나 위험할 때 도망가기 좋은 바위 급경사면에서 주로 서식한다.